# 俺の尻をなめろ
『俺の尻をなめろ』（おれのしりをなめろ）は、ヴォルフガング・アマデウス・モーツァルトが作曲したカノン形式の声楽曲。1782年にウィーンで作曲された。歌詞はドイツ語。6声の『俺の尻をなめろ』(Leck mich im Arsch) K.231 (382c) と3声の『俺の尻をなめろ、きれいにきれいにね』(Leck mir den Arsch fein recht schön sauber) 
K.233 (382d) の2曲がある。ただし、後者は別人作とされている。

## 概説
作曲の経緯を示す資料は残されていないが、親しい友人たちとの内輪の集まりで、大勢で歌って盛り上がるために作られたものであろう。K.231は6声のカノンなので、モーツァルトも含めて最低6人の男性が「俺の尻をなめろ」と合唱したものと想像される。
これらの曲の歌詞は、19世紀の研究者には無視されてきたが、20世紀の後半になってから一般に知られるようになり、現在では録音も行われている。
Leck mich im Arschというドイツ語の言い回しは直訳すると『俺の尻をなめろ』という意味になるが、本当に尻を舐めることを相手に要求しているわけではなく、1500年代以前からドイツに伝わる罵倒の慣用句で、日本語だと「糞喰らえ」「消え失せろ」「引っ込め」などに相当する。悪魔に罵られたマルティン・ルターも悪魔相手にこの言葉を発したが、単に「消え失せろ」と言い返しただけであり、ゲーテの騎士物語ゲッツ・フォン・ベルリヒンゲンにおいても敵対者に対して「糞喰らえ」と口汚く言い返す意味で用いられている。

## 歌詞
| Leck mich im Arsch! Lasst uns froh sein! Murren ist vergebens! Knurren, Brummen ist vergebens, ist das wahre Kreuz des Lebens. Drum lasst uns froh und fröhlich sein! Leck mich im Arsch! | 俺の尻をなめろ 陽気にいこう 文句をいってもしかたがない ブツブツ不平を言ってもしかたがない 本当に悩みの種だよ だから陽気に楽しく行こう 俺の尻をなめろ |

## 1782年のカノン
1782年には、次のように6曲のドイツ語のカノンが残されている。なお、カッコ内の数字は第6版のケッヘル番号。
1. 彼女は死んだ (Sie ist dahin) K.229 (382a) ハ短調
2. 幸いなるかな、幸いなるかな (Selig, alle selig sie) K.230 (382b) ハ短調
3. 俺の尻をなめろ (Leck mich im Arsch) K.231 (382c) 変ロ長調
出版時の歌詞は「愉快に暮らしましょう」(Laßt froh uns sein)
4. 俺の尻をなめろ、きれいにきれいにね (Leck mir den Arsch fein recht schön sauber) K.233 (382d) 変ロ長調
出版時の歌詞は「わたしゃ酒が何より一番」(Nichts labt mich mehr als Wein)
5. 夏の暑さに俺は食う (Beider Hitz im Sommer, eß ich) K.234 (382e) ト長調
出版時の歌詞は「飲んで、食って、身が保つ」(Essen, Trinken, das erhält den Leib)
6. 泡立つ酒がグラスに光るところ (Wo der perlende Wein im Glase blinkt) K.347 (382f) ニ長調

1、2、6曲目にはもともとの歌詞は残っておらず、のちに楽譜が出版されたときに歌詞が付けられた。3、4、5曲目の歌詞は一行しか残っておらず、出版社が無難な歌詞を付けて出版した。『俺の尻をなめろ』以外の曲も、もともと歌われたときは下品な歌詞だったかもしれない。
音楽学者ヴォルフガング・プラートが1988年に発表した文献によれば、4曲目と5曲目はモーツァルトの真作ではなく、アマチュア作曲家Wenzel Johann Trnkaの作である。

## 1788年のカノン
1788年にも同様に下品な歌詞のカノンが作曲された。ここでは3曲を挙げる。
1. 戦記を読むなんて俺にはとても [6](Difficile lectu mihi mars)  K.559 ヘ長調
2. おお、お前ばかなパイエルよ (O du eselhafter Peierl) (K.559a) ヘ長調[7]
カノン『おお、お前ばかなマルティンよ』K.560は歌詞の「パイエル」を「マルティン」に変え、ト長調にしたもの。
3. お休み、お前はほんとのお馬鹿さん (Bonna box! bist a rechta OX) K.561 イ長調

1曲目は、友人のテノール歌手パイエル（Johann Nepomuk Peyerl、1761年-1800年）をからかうために作られた。ラテン語もどきの歌詞「Difficile lectu mihi mars」をパイエルがなまりのある発音で歌うと、聴衆には「俺の尻をていねいになめろ（Diffizil(e) leck du mich im Arsch）」というドイツ語の歌詞が聞こえるように作られている。また「jonicu」（イオニア詩）という単語を何度も繰り返して早口で歌う部分があるが、これはイタリア語で「睾丸」（coglioni, cujoni）と連呼しているように聞こえる。2曲目は、1曲目のあとでパイエルに種明かしをするために歌われたもので、やはり「俺の尻をなめろ」という箇所がある。3曲目は、ラテン語、イタリア語、フランス語、英語、ドイツ語で「お休みなさい」と歌いながら、最後に「ベッドに糞をして」「尻をなめろ」という歌詞で終わる。